# Neivamyrmex gradualis
Neivamyrmex gradualis é uma espécie de formiga do gênero Neivamyrmex.